# 横路節雄
横路 節雄（よこみち せつお、1911年1月2日 - 1967年6月14日）は、日本の政治家。日本社会党所属の元衆議院議員（8期）、北海道議会議員（1期）。

## 来歴

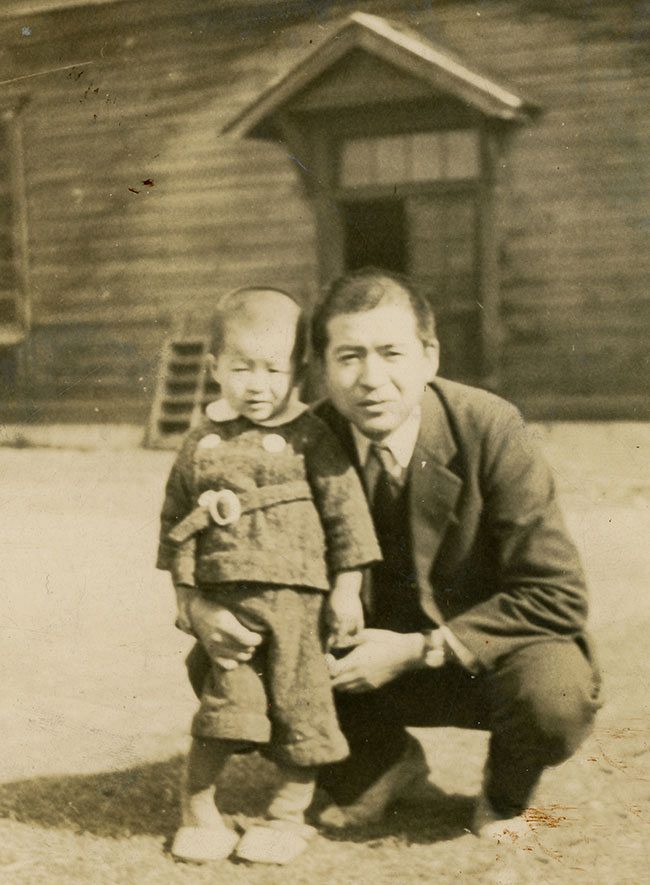
息子の孝弘（左）と（1946年頃）

北海道夕張市出身。札幌師範学校（北海道教育大学札幌校の前身）を卒業し、幌西小学校などで小学校教諭として勤務。北海道教職員組合委員長および日本教職員組合副委員長、北海道議会議員を経て、1949年第25回衆議院議員総選挙に北海道1区から日本社会党公認で立候補したが7位で落選。続く1952年10月第25回衆議院議員総選挙に立候補し初当選（通算8回当選。同じ北海道1区の社会党候補には道議会の後輩島本虎三もいた）。日本社会党の国対委員長や政審会長を歴任。1960年の安保闘争では党安保対策委員長。
新人対決の1959年北海道知事選挙で社会党公認で立候補したが1952年衆院選の新人候補時代からのライバルで同時初当選の自民党新人の元警視総監町村金五に敗北、直後の補欠選挙で国政に復帰した。1967年、議員在職中に心筋梗塞のため、青山の議員宿舎で死去した。56歳没。追悼演説は地崎宇三郎が行った。
妻・美喜の実兄は野呂栄太郎。次男は北海道知事・衆議院議長を務めた横路孝弘。